# نيكولاي تيموفيف ريسوفسكي
نيكولاي فلاديميروفيتش تيموفيف ريسوفسكي (بالرُّوسية: Николай Владимирович Тимофеев-Ресовский) من مواليد 20 أو 7 سبتمبر عام 1900 حتى 28 مارس عام 1981، أحيائي سوفيتي. أجرى بحوثًا حول الطفرة والوراثيات السكانية التجريبية والتطور الصغري. اكتسب عمله أهمية خاصة في مجال علم الأحياء السوفيتي لأنه وقف في معارضة مباشرة للأضرار التي لحقت بحملة ليسينكووية السياسية، في حين سُلِّط الضوء على حياته من خلال الإنجازات العلمية في مواجهة المصاعب الشخصية الشديدة.
وصف الروائي دانييل غرانين مسيرة حياته في رواية تحت عنوان زوبر.
عمل كمدير لقسم علم الوراثة في جمعية القيصر فيلهلم لأبحاث الدماغ في ثلاثينيات القرن العشرين، حيث تلقى تمويلًا مباشرًا لإجراء بحثه بعنوان الرايخ الثالث، والتي أكسبته لقب واحدًا من أفضل علماء الوراثة في العالم ونال ثقة الجمعية كونه معارض للمذهب الشيوعي.

## تعليمه
بدأ نيكولاي ريسوفسكي تعليمه الجامعي من عام 1916 حتى عام 1917 في جامعة الشعب في مدينة موسكو، المُسَّماة على شرف إيه.إل. شانيفسكي. ثم من عام 1917 حتى عام 1922، درس في أول جامعة موسكو الحكومية.
كانت الحرب العالمية الأولى، وعواقب الثورة الروسية عام 1917 سببًا في انقطاعه عن التعليم لفترة من الزمن. مع اندلاع الحرب الأهلية الروسية، كان نيكولاي ريسوفسكي من أنصار الأناركية الخاصة ببيوتر كروبوتكين. في عام 1918، تطوّع للخدمة في وحدة الفرسان الأناركية الصغيرة والتي كانت جزءًا من الجيش الأخضر، أي أنهم لم يكونوا من مؤيدي الجيش الأحمر البلشفي أو الجيش الأبيض بقيادة الجنرال أنطون دينيكين. وفي نهاية المطاف عام 1919، انضمَّ الأناركيون إلى الجيش الأحمر. وباعتباره جندي من الدرجة الثانية في الجيش الأحمر الثاني عشر، شارك تيموفيف ريسوفسكي في المعركة الأخيرة للحرب الأهلية في شبه جزيرة القرم على الجبهة البولندية.
دمَّرت الفوضى الناجمة عن الحرب أبحاثه وأوراقه الجامعية. فقد تخلَّى تيموفيف ريسوفسكي عن التعليم دون حصوله على شهادة علمية؛ وترك التعليم الرسمي بلا ميدالية ذهبية. رغم أنه أصبح في نهاية المطاف عالم أحياء عالمي موثوق ومشهور، إلا أنه أُجبر في وقت لاحق على إتمام شهادة الدكتوراه كشرط للوظيفة. دافع عن أطروحة الدكتوراه عام 1963 في يكاترينبورغ، وحصل على دبلوم دكتوراه في العلوم عام 1964.

## مهنته

### في روسيا
بين عامي 1920 و1925، عمل تيموفيف ريسوفسكي كمدرب وباحث في موسكو. في هذه الفترة، التقى وتزوج من إيلينا ألكسندر ألكسندر روفانا فيدلر (1898 - 1973)، وهي طالبة لدى الباحث في علم خلايا وعالم الأحياء نيكولاي كولستوف في موسكو؛ ولم تصبح إيلينا مجرد شريكة حياة تيموفيف ريسوفسكي فحسب بل شريكته في البحث أيضًا. وُلِدَ الابن الأكبر لهم، ديمتري، في 11 سبتمبر عام 1923.
في الفترة من 1920 حتى 1925، عمل تيموفيف ريسوفسكي كمدرب علم الأحياء في هيئة الطوارئ الروسية لمكافحة الثورة المضادة والتخريب في موسكو. من 1922 حتى 1925، عمل كأستاذ في قسم علم الحيوان في كلية التكنولوجيا الحيوية في معهد جوسودارستفيني العملي التطبيقي (معهد الصحة العامة الحكومي) تحت إشراف إن. كيه. كولستوف. شملت بعض أبحاثه في المعهد بحث دروسوفيلا (ذبابة الفاكهة). كان القسم تحت إدارة سيرجي تشيتفيريكوف، مؤسس علم الوراثيات السكانية يدًا بيد مع كولستوف، حيث بدأ تيموفيف أبحائه وتجاربه الوراثية. منذ عام 1921 حتى عام 1925، عمل كباحث مساعد في قسم علم الحيوان تحت إدارة كولتسوف في معهد التربية الطبية في موسكو. في عام 1924، بدأ تيموفيف ريسوفسكي منشوراته في مجال علم الوراثة.
أثناء الفترة ما بين 1923-1925، قام أوسكار فوجت، وهو طبيب نفساني وعالم عصبي بارز، بزيارة إلى موسكو؛ إذ كان مدير جمعية القيصر فيلهلم في برلين. كان يسعى بشكل جزئي إلى توظيف باحثين داخل معاهد الصحة العالمية، وخاصة في مجال علم الوراثة الجديد نسبيًا. في عام 1924، أبرمت الحكومة السوفيتية اتفاقية تبادل مع ألمانيا. دُعيت جمعية القيصر فيلهلم إلى إنشاء مختبر لأبحاث الدماغ في موسكو تحت اسم «معهد الدماغ». في المقابل، وعدت السوفيت بالمساعدة في إنشاء مختبر تجريبي لعلم الوراثة في معاهد الصحة العالمية. كان لفوجت علاقات جيدة مع نيكولاي ألكسندر سيماشكو، مفوض الشعب (وزير) في مجال الصحة. كان سيماشكو وكولتسوف هما اللذان عرَّفا تيموفيف ريسكوفسكي إلى فوجت. وعلى هذا فقد غادر تيموفيف ريسوفسكي وزوجته إيلينا وزميلهما سيرجي رومانوفيتش تساربكين (زارابكين) روسيا في صيف عام 1925 لفترة غير محددة متوجهين نحو ألمانيا، وقد دامت رحلتهم هذه عشرين عامًا.